# SBV Songwriting
SBV Songwriting is een Nederlands songwriterscollectief dat in 2004 is opgericht door drie leden van de voormalige band Lichter Laaie. Vanaf de oprichting heeft SBV-Songwriting een aantal top 100-hits gehad met liedjes voor diverse artiesten.

## Het begin
Toen de Nederlandstalige band Lichter Laaie in 2002 besloot te stoppen zijn drie leden samen blijven werken. Hun doel was het componeren en produceren van liedjes voor andere artiesten. Hiertoe richtten zij in 2004 een songwriterscollectief op. SBV Songwriting bestaat uit Rowin Schumm, Wil Boerboom en Tjaart Venema.

## Artiesten
SBV Songwriting heeft sinds haar oprichting onder andere liedjes geschreven voor Sjaak Bral, Bouke, Starkoo XL, Vangrail, Erik Hulzebosch, Kinderen voor Kinderen, Quincy, Hansen Tomas, Liza (Duitsland) en Sandy Dane.

## Muziek en tekst
SBV Songwriting richtte zich tot 2009 voornamelijk op Nederlandstalige en Engelstalige muziek. In 2009 werd het team uitgebreid met een Duitse tekstschrijver. De muzikale achtergrond van de componisten is divers, hoewel hun voorkeur uitgaat naar commerciële pop-rock. Hun teksten worden omschreven als moderne poëzie.

## Discografie

### Album tracks
| Album met eventuele hitnotering(en) in de Nederlandse Album Top 100 | Datum van verschijnen | Datum van binnenkomst | Hoogste positie | Aantal weken | Opmerkingen |
| ------------------------------------------------------------------- | --------------------- | --------------------- | --------------- | ------------ | ----------- |
| Sleutels / Kinderen voor Kinderen 2005                              | 2005                  | 5-11-2005             | 28              | 12           |             |
| Drummen in een band / Kinderen voor Kinderen 27                     | 2006                  | 28-10-2006            | 25              | 16           |             |
| Alleen jij kent mijn verdriet / Bouke (Alles wat ik doe)            | 10-2006               |                       |                 |              |             |
| Meer dan ooit / Vangrail (Vroeg of laat)                            | 2006                  |                       |                 |              |             |
| Wereldreis / Starkoo XL (Ik ben wie ik ben)                         | 2007                  |                       |                 |              |             |
| Diep van binnen / Starkoo XL (Ik ben wie ik ben)                    | 2007                  |                       |                 |              |             |
| Ik sta voor jou / Erik Hulzebosch (Zwart ijs)                       | 10-2007               |                       |                 |              |             |

### Singles
| Single met eventuele hitnotering(en) in de Nederlandse Top 40 | Datum van verschijnen | Datum van binnenkomst | Hoogste positie | Aantal weken | Opmerkingen              |
| ------------------------------------------------------------- | --------------------- | --------------------- | --------------- | ------------ | ------------------------ |
| Heerlijke Heerlijkheid / Vangrail                             | 2006                  | -                     |                 |              | #49 in de Single Top 100 |
| Ik hunker naar jou / Vangrail                                 | 2007                  | -                     |                 |              | #33 in de Single Top 100 |
| Alleen met jou / Vangrail                                     | 2008                  | -                     |                 |              | #38 in de Single Top 100 |
| Slapeloze Nachten / Quincy                                    | 3-2008                | -                     |                 |              | #15 in de Single Top 100 |
| 1000 En 1 gedachten / Hansen Tomas                            | 05-2008               | -                     |                 |              | #16 in de Single Top 100 |
| De Zee / Quincy                                               | 3-2008                | -                     |                 |              | #28 in de Single Top 100 |
| Wat een dag / Hansen Tomas                                    | 08-2008               | 23-08-2008            | tip6*           |              |                          |